# Nelo dolopia
Nelo dolopia là một loài bướm đêm trong họ Geometridae.